# Bjørn Tidmand
Bjørn Tidmand (Copenhaga, 24 de janeiro de 1940) é um cantor dinamarquês, melhor conhecido pela sua participação no Festival Eurovisão da Canção 1964.

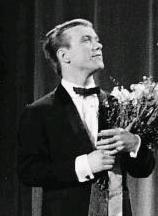
Bjørn Tidmand em 1963.

Depois de ser membro do coro masculino de Copenhaga, quando era criança, Tidmand começou a cantar em clubes noturnos e assinou um contrato discográfico em 1959, tendo um sucesso com uma versão em dinamarquês da canção  "Only Sixteen". 
Em 1963 participou no  Dansk Melodi Grand Prix, onde terminou en segundo lugar atrás de Grethe & Jørgen Ingmann, que venceriam  Festival Eurovisão da Canção 1963.  No ano seguinte, Tidmand venceria o  Dansk Melodi Grand Prix, com a canção "Sangen om dig" ("A Canção sobre ti"), que reprsentaria a Dinamarca no Festival Eurovisão da Canção 1964Finais nacionais para o ESC 1964"Sangen om dig" terminou em nono lugar (entre 16 participantes)..
Tidmand lançou vários sucessos na Dinamarca, em paralelo teve uma carreira televisiva nas décadas de 1970 e 1980. Ele permanece ativo e continua cantando e fazendo tournés pela Dinamarca.